# Maltees voetbalelftal (vrouwen)
Het Maltees vrouwenvoetbalelftal is een voetbalteam dat uitkomt voor Malta bij internationale wedstrijden, zoals bij de kwalificatiewedstrijden voor het EK voetbal vrouwen en het WK voetbal vrouwen. Het team wist zich nog nooit te plaatsen voor een eindronde van het EK of WK.

## Prestaties op eindronden

### Wereldkampioenschap
| Jaar   | Resultaat                         | Wed                               | W                                 | G                                 | V                                 | DV                                | DT                                |
| ------ | --------------------------------- | --------------------------------- | --------------------------------- | --------------------------------- | --------------------------------- | --------------------------------- | --------------------------------- |
| 1991   | Niet deelgenomen aan kwalificatie | Niet deelgenomen aan kwalificatie | Niet deelgenomen aan kwalificatie | Niet deelgenomen aan kwalificatie | Niet deelgenomen aan kwalificatie | Niet deelgenomen aan kwalificatie | Niet deelgenomen aan kwalificatie |
| 1995   | Niet deelgenomen aan kwalificatie | Niet deelgenomen aan kwalificatie | Niet deelgenomen aan kwalificatie | Niet deelgenomen aan kwalificatie | Niet deelgenomen aan kwalificatie | Niet deelgenomen aan kwalificatie | Niet deelgenomen aan kwalificatie |
| 1999   | Niet deelgenomen aan kwalificatie | Niet deelgenomen aan kwalificatie | Niet deelgenomen aan kwalificatie | Niet deelgenomen aan kwalificatie | Niet deelgenomen aan kwalificatie | Niet deelgenomen aan kwalificatie | Niet deelgenomen aan kwalificatie |
| 2003   | Niet deelgenomen aan kwalificatie | Niet deelgenomen aan kwalificatie | Niet deelgenomen aan kwalificatie | Niet deelgenomen aan kwalificatie | Niet deelgenomen aan kwalificatie | Niet deelgenomen aan kwalificatie | Niet deelgenomen aan kwalificatie |
| 2007   | Niet gekwalificeerd               | Niet gekwalificeerd               | Niet gekwalificeerd               | Niet gekwalificeerd               | Niet gekwalificeerd               | Niet gekwalificeerd               | Niet gekwalificeerd               |
| 2011   | Niet gekwalificeerd               | Niet gekwalificeerd               | Niet gekwalificeerd               | Niet gekwalificeerd               | Niet gekwalificeerd               | Niet gekwalificeerd               | Niet gekwalificeerd               |
| 2015   | Niet gekwalificeerd               | Niet gekwalificeerd               | Niet gekwalificeerd               | Niet gekwalificeerd               | Niet gekwalificeerd               | Niet gekwalificeerd               | Niet gekwalificeerd               |
| 2019   | Niet gekwalificeerd               | Niet gekwalificeerd               | Niet gekwalificeerd               | Niet gekwalificeerd               | Niet gekwalificeerd               | Niet gekwalificeerd               | Niet gekwalificeerd               |
| Totaal | 0/8                               | 0                                 | 0                                 | 0                                 | 0                                 | 0                                 | 0                                 |

### Europees kampioenschap
| Jaar   | Resultaat                         | Wed                               | W                                 | G                                 | V                                 | DV                                | DT                                |
| ------ | --------------------------------- | --------------------------------- | --------------------------------- | --------------------------------- | --------------------------------- | --------------------------------- | --------------------------------- |
| 1984   | Niet deelgenomen aan kwalificatie | Niet deelgenomen aan kwalificatie | Niet deelgenomen aan kwalificatie | Niet deelgenomen aan kwalificatie | Niet deelgenomen aan kwalificatie | Niet deelgenomen aan kwalificatie | Niet deelgenomen aan kwalificatie |
| 1987   | Niet deelgenomen aan kwalificatie | Niet deelgenomen aan kwalificatie | Niet deelgenomen aan kwalificatie | Niet deelgenomen aan kwalificatie | Niet deelgenomen aan kwalificatie | Niet deelgenomen aan kwalificatie | Niet deelgenomen aan kwalificatie |
| 1989   | Niet deelgenomen aan kwalificatie | Niet deelgenomen aan kwalificatie | Niet deelgenomen aan kwalificatie | Niet deelgenomen aan kwalificatie | Niet deelgenomen aan kwalificatie | Niet deelgenomen aan kwalificatie | Niet deelgenomen aan kwalificatie |
| 1991   | Niet deelgenomen aan kwalificatie | Niet deelgenomen aan kwalificatie | Niet deelgenomen aan kwalificatie | Niet deelgenomen aan kwalificatie | Niet deelgenomen aan kwalificatie | Niet deelgenomen aan kwalificatie | Niet deelgenomen aan kwalificatie |
| 1993   | Niet deelgenomen aan kwalificatie | Niet deelgenomen aan kwalificatie | Niet deelgenomen aan kwalificatie | Niet deelgenomen aan kwalificatie | Niet deelgenomen aan kwalificatie | Niet deelgenomen aan kwalificatie | Niet deelgenomen aan kwalificatie |
| 1995   | Niet deelgenomen aan kwalificatie | Niet deelgenomen aan kwalificatie | Niet deelgenomen aan kwalificatie | Niet deelgenomen aan kwalificatie | Niet deelgenomen aan kwalificatie | Niet deelgenomen aan kwalificatie | Niet deelgenomen aan kwalificatie |
| 1997   | Niet deelgenomen aan kwalificatie | Niet deelgenomen aan kwalificatie | Niet deelgenomen aan kwalificatie | Niet deelgenomen aan kwalificatie | Niet deelgenomen aan kwalificatie | Niet deelgenomen aan kwalificatie | Niet deelgenomen aan kwalificatie |
| 2001   | Niet deelgenomen aan kwalificatie | Niet deelgenomen aan kwalificatie | Niet deelgenomen aan kwalificatie | Niet deelgenomen aan kwalificatie | Niet deelgenomen aan kwalificatie | Niet deelgenomen aan kwalificatie | Niet deelgenomen aan kwalificatie |
| 2005   | Niet gekwalificeerd               | Niet gekwalificeerd               | Niet gekwalificeerd               | Niet gekwalificeerd               | Niet gekwalificeerd               | Niet gekwalificeerd               | Niet gekwalificeerd               |
| 2009   | Niet gekwalificeerd               | Niet gekwalificeerd               | Niet gekwalificeerd               | Niet gekwalificeerd               | Niet gekwalificeerd               | Niet gekwalificeerd               | Niet gekwalificeerd               |
| 2013   | Niet gekwalificeerd               | Niet gekwalificeerd               | Niet gekwalificeerd               | Niet gekwalificeerd               | Niet gekwalificeerd               | Niet gekwalificeerd               | Niet gekwalificeerd               |
| 2017   | Niet gekwalificeerd               | Niet gekwalificeerd               | Niet gekwalificeerd               | Niet gekwalificeerd               | Niet gekwalificeerd               | Niet gekwalificeerd               | Niet gekwalificeerd               |
| Totaal | 0/12                              | 0                                 | 0                                 | 0                                 | 0                                 | 0                                 | 0                                 |

Malta Football Association · A-internationals · Bondscoaches · Statistieken · Maltees vrouwenelftal · Malta U21 · Malta U20 · Malta U19 · Malta U18 · Malta U17 · Malta U16
1957 – 1959 ·
1960 – 1969 ·
1970 – 1979 ·
1980 – 1989 ·
1990 – 1999 ·
2000 – 2009 ·
2010 – 2019 ·
2020 − 2029
1957 · 
1958 · 
1959 · 
1960 · 
1961 · 
1962 · 
1963 · 
1964 · 
1965 · 
1966 · 
1967 · 1968 · 
1969 · 
1970 · 
1971 · 
1972 · 
1973 · 
1974 · 
1975 · 
1976 · 
1977 · 
1978 · 
1979 · 
1980 · 
1981 · 
1982 · 
1983 · 
1984 · 
1985 · 
1986 · 
1987 · 
1988 · 
1989 · 
1990 ·
1991 · 
1992 · 
1993 · 
1994 · 
1995 · 
1996 · 
1997 · 
1998 · 
1999 · 
2000 · 
2001 · 
2002 · 
2003 · 
2004 · 
2005 · 
2006 · 
2007 · 
2008 · 
2009 · 
2010 · 
2011 · 
2012 · 
2013 · 
2014 · 
2015 · 
2016 ·
2017 ·
2018 ·
2019 ·
2020 ·
2021 ·
2022
Albanië ·
Algerije ·
Andorra ·
Angola ·
Armenië ·
Azerbeidzjan ·
België ·
Bosnië en Herzegovina · 
Bulgarije ·
Canada ·
Centraal-Afrikaanse Republiek ·
Cyprus ·
DDR ·
Denemarken ·
Duitsland ·
Egypte ·
Engeland ·
Estland ·
Faeröer ·
Finland ·
Frankrijk ·
Gabon ·
Georgië ·
Gibraltar · 
Griekenland ·
Hongarije ·
Ierland ·
IJsland ·
Indonesië ·
Israël ·
Italië ·
Japan ·
Joegoslavië ·
Jordanië ·
Kaapverdië ·
Kazachstan ·
Koeweit ·
Kosovo ·
Kroatië ·
Letland ·
Libanon ·
Libië ·
Liechtenstein ·
Litouwen ·
Luxemburg ·
Moldavië ·
Nederland ·
Noord-Ierland ·
Noord-Macedonië ·
Noorwegen ·
Oekraïne ·
Oostenrijk ·
Polen ·
Portugal ·
Qatar ·
Roemenië ·
Rusland ·
San Marino ·
Schotland ·
Slovenië ·
Slowakije ·
Spanje ·
Thailand ·
Tsjechië ·
Tsjecho-Slowakije ·
Tunesië · 
Turkije · 
Venezuela · 
Verenigde Arabische Emiraten ·
Verenigde Staten ·
Wales ·
Wit-Rusland ·
Zuid-Afrika ·
Zuid-Korea ·
Zweden ·
Zwitserland